# Liste des conseillers législatifs de la province du Canada
Liste des conseillers législatifs de la province du Canada. Les personnes suivantes ont été membres du Conseil législatif de la province du Canada (ou Canada-Uni).
| Nom                                               | Portrait | District         | Début | Fin          | Notes              |
| ------------------------------------------------- | -------- | ---------------- | ----- | ------------ | ------------------ |
| Augustus Warren Baldwin                           |          | Canada-Ouest     | 1841  | 1841         | nommé              |
| John Hamilton                                     |          | Canada-Ouest     | 1841  | 1867         | nommé              |
| James Crooks                                      |          | Canada-Ouest     | 1841  | 1860         | nommé              |
| William Morris                                    |          | Canada-Ouest     | 1841  | 1858 (décès) | nommé              |
| John Macaulay                                     |          | Canada-Ouest     | 1841  | 1857 (décès) | nommé              |
| Adam Fergusson (en)                               |          | Canada-Ouest     | 1841  | 1862         | nommé              |
| Peter Boyle de Blaquière                          |          | Canada-Ouest     | 1841  | 1860 (décès) | nommé              |
| Alexander Fraser                                  |          | Canada-Ouest     | 1841  | 1853 (décès) | nommé              |
| Thomas McKay                                      |          | Canada-Ouest     | 1841  | 1855 (décès) | nommé              |
| Robert Sympson Jameson                            |          | Canada-Ouest     | 1841  | 1853         | nommé              |
| John McDonald                                     |          | Canada-Ouest     | 1841  | 1843         | nommé              |
| Robert Baldwin Sullivan                           |          | Canada-Ouest     | 1841  | 1851         | nommé              |
| René-Édouard Caron                                |          | Canada-Est       | 1841  | 1857         | nommé              |
| François-Pierre Bruneau                           |          | Canada-Est       | 1841  | 1851 (décès) | nommé              |
| Antoine-Olivier Berthelet                         |          | Canada-Est       | 1841  | 1841         | démission          |
| Philip Henry Moore                                |          | Canada-Est       | 1841  | 1867         | nommé              |
| Jules-Maurice Quesnel                             |          | Canada-Est       | 1841  | 1842 (décès) | nommé              |
| Gabriel Roy                                       |          | Canada-Est       | 1841  | 1848 (décès) | nommé              |
| Barthélemy Joliette                               |          | Canada-Est       | 1841  | 1850 (décès) | nommé              |
| Peter McGill                                      |          | Canada-Est       | 1841  | 1860 (décès) | nommé              |
| Adam Ferrie                                       |          | Canada-Est       | 1841  | 1863         | nommé              |
| Paul Holland Knowlton                             |          | Canada-Est       | 1841  | 1863 (décès) | nommé              |
| George Pemberton                                  |          | Canada-Est       | 1841  | 1849         | nommé              |
| Étienne Mayrand                                   |          | Canada-Est       | 1841  | 1841         | démission          |
| John Fraser                                       |          | Canada-Est       | 1841  | 1843         | démission          |
| Jean-Baptiste Taché                               |          | Canada-Est       | 1841  | 1849 (décès) | nommé              |
| Joseph Dionne                                     |          | Canada-Est       | 1842  | 1859         | nommé              |
| William Walker                                    |          | Canada-Est       | 1842  | 1863 (décès) | nommé              |
| Amable Dionne                                     |          | Canada-Est       | 1842  | 1852 (décès) | nommé              |
| George Jervis Goodhue                             |          | Canada-Ouest     | 1842  | 1867         | nommé              |
| Levius Peters Sherwood                            |          | Canada-Ouest     | 1842  | 1850 (décès) | nommé              |
| Louis Massue                                      |          | Canada-Est       | 1843  | 1851         | nommé              |
| Pierre-Amable Boucher de Boucherville             |          | Canada-Est       | 1843  | 1857 (décès) | nommé              |
| René-Joseph Kimber                                |          | Canada-Est       | 1843  | 1843 (décès) | nommé              |
| Christopher Widmer                                |          | Canada-Ouest     | 1843  | 1858 (décès) | nommé              |
| Jacob Æmilius Irving                              |          | Canada-Ouest     | 1843  | 1856 (décès) | nommé              |
| William Henry Draper                              |          | Canada-Ouest     | 1843  | 1844         | nommé              |
| John Neilson                                      |          | Canada-Est       | 1844  | 1848 (décès) | nommé              |
| James Morris                                      |          | Canada-Ouest     | 1844  | 1865 (décès) | nommé              |
| James Gordon                                      |          | Canada-Ouest     | 1845  | 1865 (décès) | nommé              |
| James Ferrier                                     |          | Canada-Est       | 1847  | 1867         | nommé              |
| Hamnett Kirkes Pinhey                             |          | Canada-Ouest     | 1847  | 1857         | nommé              |
| Roderick Matheson                                 |          | Canada-Ouest     | 1847  | 1867         | nommé              |
| George Strange Boulton                            |          | Canada-Ouest     | 1847  | 1867         | nommé              |
| Denis-Benjamin Viger                              |          | Canada-Est       | 1848  | 1858         | nommé              |
| James Leslie                                      |          | Canada-Est       | 1848  | 1867         | nommé              |
| Étienne-Paschal Taché                             |          | Canada-Est       | 1848  | 1865 (décès) | nommé              |
| Frédéric-Auguste Quesnel                          |          | Canada-Est       | 1848  | 1866 (décès) | nommé              |
| Joseph Bourret                                    |          | Canada-Est       | 1848  | 1859 (décès) | nommé              |
| Georges-René Saveuse de Beaujeu                   |          | Canada-Est       | 1848  | 1865 (décès) | nommé              |
| Louis Méthot                                      |          | Canada-Est       | 1848  | 1857         | nommé              |
| Joseph-Ovide Turgeon                              |          | Canada-Est       | 1848  | 1856 (décès) | nommé              |
| John Ross                                         |          | Canada-Ouest     | 1848  | 1867         | nommé              |
| Samuel Crane                                      |          | Canada-Ouest     | 1849  | 1858         | nommé              |
| Samuel Sylvester Mills                            |          | Canada-Ouest     | 1849  | 1867         | nommé              |
| Robert Jones                                      |          | Canada-Est       | 1849  | 1850         | démission          |
| Louis Panet                                       |          | Canada-Est       | 1852  | 1867         | nommé              |
| Charles Wilson                                    |          | Canada-Est       | 1852  | 1867         | nommé              |
| Narcisse-Fortunat Belleau                         |          | Canada-Est       | 1852  | 1867         | nommé              |
| Benjamin Seymour                                  |          | Canada-Ouest     | 1854? | 1867         | nommé              |
| David Morrison Armstrong                          |          | Canada-Est       | 1855  | 1867         | nommé              |
| Eusèbe Cartier                                    |          | Canada-Est       | 1855  | 1862 (décès) | nommé              |
| Joseph Légaré                                     |          | Canada-Est       | 1855  | 1855 (décès) | nommé              |
| Walter Hamilton Dickson                           |          | Canada-Ouest     | 1855  | 1867         | nommé              |
| Ebenezer Perry                                    |          | Canada-Ouest     | 1855  | 1867         | nommé              |
| Marc-Pascal de Sales Laterrière                   |          | Laurentides      | 1856  | 1864         |                    |
| Elzéar-Henri Juchereau Duchesnay                  |          | Lauzon           | 1856  | 1867         | [ 1 ]              |
| John Simpson (en)                                 |          | Queen's          | 1856  | 1867         | [ 1 ]              |
| James Patton                                      |          | Saugeen          | 1856  | 1862         | [ 3 ]              |
| Hollis Smith                                      |          | Wellington       | 1856  | 1863 (décès) |                    |
| Isidore-Édouard-Candide Masson                    |          | Thousand Islands | 1856  | 1864         |                    |
| Louis Renaud                                      |          | Salaberry        | 1856  | 1867         | [ 1 ]              |
| Louis-Antoine Dessaulles                          |          | Rougemont        | 1856  | 1863         | [ 2 ]              |
| Philip Michael Matthew Scott VanKoughnet          |          | Rideau           | 1856  | 1862         |                    |
| Harmannus Smith                                   |          | Burlington       | 1856  | 1864         |                    |
| John Prince                                       |          | Western          | 1857  | 1860         | [ 4 ]              |
| Joseph-François Armand                            |          | Alma             | 1858  | 1867         | [ 1 ]              |
| George Crawford                                   |          | Eastern          | 1858  | 1867         | [ 1 ]              |
| Alexander Campbell                                |          | Cataraqui        | 1858  | 1867         | [ 1 ]              |
| David Christie                                    |          | Erie             | 1858  | 1867         | [ 1 ]              |
| Ulric-Joseph Tessier                              |          | Gulf             | 1858  | 1867         | [ 1 ]              |
| Alexandre-Édouard Kierzkowski                     |          | Montarville      | 1858  | 1861         | ne siège pas       |
| Jean-Baptiste Guévremont                          |          | Sorel            | 1858  | 1867         | [ 1 ]              |
| Pierre-Urgel Archambault                          |          | Repentigny       | 1858  | 1867         |                    |
| Édouard-Louis-Antoine-Charles Juchereau Duchesnay |          | La Salle         | 1858  | 1867         | [ 1 ]              |
| George Alexander                                  |          | Gore             | 1858  | 1867         | [ 1 ]              |
| George William Allan                              |          | York             | 1858  | 1867         | [ 1 ]              |
| Donald McDonald                                   |          | Tecumseth        | 1858  | 1867         | [ 1 ]              |
| James Shaw                                        |          | Bathurst         | 1860  | 1867         | [ 1 ]              |
| Robert Unwin Harwood                              |          | Rigaud           | 1860  | 1863         |                    |
| David Reesor                                      |          | King's           | 1860  | 1867         | [ 1 ]              |
| Asa Belknap Foster                                |          | Bedford          | 1860  | 1867         | [ 1 ]              |
| William Hamilton Merritt                          |          | Niagara          | 1860  | 1862 (décès) |                    |
| Adam Johnston Fergusson Blair                     |          | Brock            | 1860  | 1867         | [ 1 ]              |
| Pierre-Gabriel Huot                               |          | Stadacona        | 1860  | 1861         | ne siège pas       |
| Luc Letellier de Saint-Just                       |          | Grandville       | 1860  | 1867         | [ 1 ]              |
| John Hamilton                                     |          | Inkerman         | 1860  | 1867         | [ 1 ]              |
| Jean-Baptiste-Georges Proulx                      |          | La Vallière      | 1860  | 1867         |                    |
| Malcolm Cameron                                   |          | St. Clair        | 1860  | 1863         | [ 5 ]              |
| Allan Napier MacNab                               |          | Western          | 1860  | 1862 (décès) |                    |
| Andrew Jeffrey                                    |          | Newcastle        | 1860  | 1863         |                    |
| Louis Lacoste                                     |          | Montarville      | 1861  | 1867         | élection partielle |
| Sidney Smith (en)                                 |          | Trent            | 1861  | 1863         | démission          |
| Charles-François-Xavier Baby                      |          | Stadacona        | 1861  | 1864 (décès) | élection partielle |
| James Cox Aikins                                  |          | Home             | 1862  | 1867         | [ 1 ]              |
| Thomas H. Bennett                                 |          | St. Lawrence     | 1862  |              |                    |
| William McMaster                                  |          | Midland          | 1862  | 1867         | [ 1 ]              |
| Jacques-Olivier Bureau                            |          | Lorimier         | 1862  | 1867         | [ 1 ]              |
| Elijah Leonard                                    |          | Malahide         | 1862  | 1867         | [ 1 ]              |
| Charles-Christophe Malhiot                        |          | Shawinigan       | 1862  | 1867         | [ 1 ]              |
| François-Xavier Lemieux                           |          | La Durantaye     | 1862  | 1864 (décès) |                    |
| Alexandre Bareil, dit Lajoie                      |          | Lanaudière       | 1862  | 1862 (décès) |                    |
| Luther Hamilton Holton                            |          | Victoria         | 1862  | 1863         | [ 6 ]              |
| Robert Read                                       |          | Quinte           | 1862  | 1867         |                    |
| John McMurrich                                    |          | Saugeen          | 1862  | 1864         | élection partielle |
| Charles Cormier                                   |          | Kennebec         | 1862  | 1867         | [ 1 ]              |
| James Currie                                      |          | Niagara          | 1862  | 1866         | démission          |
| Walter McCrea                                     |          | Western          | 1862  | 1867         | [ 1 ]              |
| James Skead                                       |          | Rideau           | 1862  | 1867         | [ 1 ]              |
| Oliver Blake                                      |          | Thames           | 1862  | 1867         | [ 1 ]              |
| Louis Auguste Olivier                             |          | Lanaudière       | 1863  | 1867         | élection partielle |
| Alexander Vidal                                   |          | St. Clair        | 1863  | 1867         | [ 1 ]              |
| John Sewell Sanborn                               |          | Wellington       | 1863  | 1867         | par acclamation    |
| Thomas Ryan                                       |          | Victoria         | 1863  | 1867         | élection partielle |
| Billa Flint                                       |          | Trent            | 1863  | 1867         | élection partielle |
| Eustache Prud'homme                               |          | Rigaud           | 1863  | 1867         | élection partielle |
| Asa Burnham                                       |          | Newcastle        | 1863  | 1867         | [ 1 ]              |
| William Henry Chaffers                            |          | Rougemont        | 1864  | 1867         | [ 1 ]              |
| David Edward Price                                |          | Laurentides      | 1864  | 1867         | [ 1 ]              |
| Joseph-Noël Bossé                                 |          | La Durantaye     | 1864  | 1867         | élection partielle |
| Jean-Élie Gingras                                 |          | Stadacona        | 1864  | 1867         | élection partielle |
| Léandre Dumouchel                                 |          | Thousand Islands | 1864  | 1867         | élection partielle |
| David Lewis Macpherson                            |          | Saugeen          | 1864  | 1867         | [ 1 ]              |
| Harcourt Burland Bull                             |          | Burlington       | 1864  | 1867         | [ 1 ]              |